# Fabio Fazio
Fabio Fazio (Savona, 30 de noviembre de 1964) es un presentador de televisión, escritor y productor de televisión italiano.

## Biografía

### Sus inicios y los años ochenta
Nacido en Savona, hijo de Giuseppe, originario de Varazze, y Delia, ama de casa nacida en Etiopía, hija de padres calabreses, Fabio Fazio se graduó en el Instituto "Gabriello Chiabrera" de Savona en 1983. Luego, obtiene la licenciatura en Letras en la Universidad de Génova, con una tesis sobre los elementos literarios en los textos de los cantautores italianos. Debuta en el 1982 en la radio como imitador en el programa Rai Black out. Posteriormente participa en una gran audición organizada por Bruno Voglino para la Rai: Gianni Boncompagni lo hace debutar en la tele en 1983 con Raffaella Carrà en Pronto Raffaella.
En 1983 participa con Loretta Goggi en Loretta Goggi in quiz (en la primera edición como invitado improvisado, mientras que en la segunda entra a formar parte del elenco) y en Sponsor City. A continuación, se dedica a programas de televisión para jóvenes como L' Orecchiocchio, en la temporada 1985-1986.
Sigue como presentador de programas para jóvenes con Jeans, en las temporadas 1986-1987 y 1987-1988 (como presentador junto con Moana Pozos y sucesivamente con Simonetta Zauli), y entre una edición y otra, conduce Improvisando, programa de 1987 que salió al aire en verano y a principios de otoño (también formó parte del elenco en la edición de 1988).
Desde 1987 hasta 1990 conduce en Odeon TV el programa Forza Italia con Roberta Termales y Walter Zenga, y, mientras tanto, en Rai 2 y Rai 3, respectivamente, Fate il vostro gioco y Mai dire mai, en la temporada 1988-1989. Desde abril de 1990 a 1991 es, en cambio, uno de los protagonistas de la variedad satírico-demencial Plátanos, al aire en Telemontecarlo, mientras que en la temporada 1990-1991 participa en Mi manda Lubrano y en el otoño de 1991 participa en Fantastico Bis en Rai 1.
Siempre en aquella época (y hasta la temporada 1993-1994) es, junto con Oreste De Fornari, Stefano Magagnoli y Enrico Magrelli, uno de los cuatro jóvenes periodistas que acompañan A Sandro Paternostro en Diritto di replica en Rai 3, al cual siguen más o menos en el mismo periodo (primavera 1992 y 1993) las dos ediciones de Porca miseria, siempre en Rai 3. Mientras tanto, sigue colaborando con Telemontecarlo, para el cual realiza en la temporada 1992-1993 T'amo TV (aproximadamente 60 episodios, a partir del 2 de noviembre de 1992).

### Años noventa

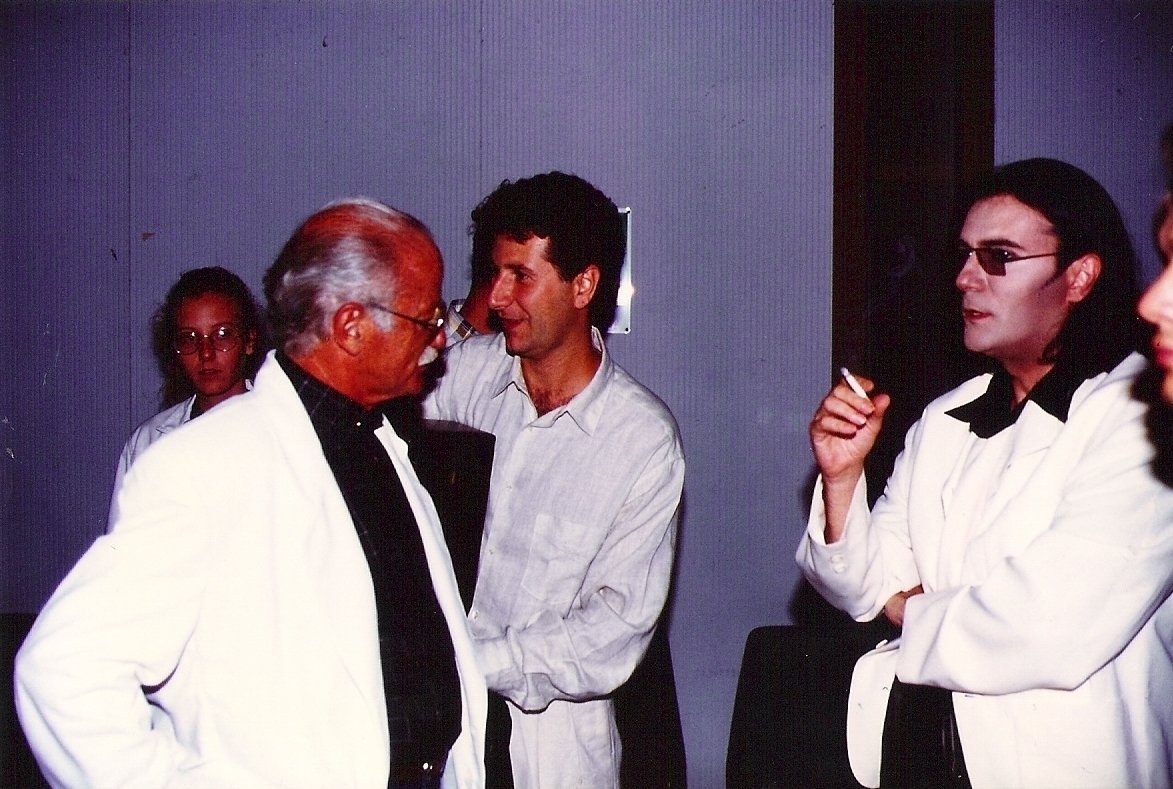
Fabio Fazio con Gino Paoli y Renato Cero en 1992

El verdadero éxito llega solamente en 1993, cuando escribe y presenta, en Rai 3 (y a continuación en Rai 2), el programa televisivo del domingo (Varietà domenicale) Quelli che il calcio cobrando 1,3 millones de liras. Será este programa televisivo a encabezar su camino al éxito, destacando por primera vez sus habilidades como único presentador, además que como ayudante e imitador. En enero 1995 particular relevancia mediática hizo que Fazio y el cast del programa abandonasen  el estudio en aquel episodio, a causa de algunos enfrentamientos entre dos hinchadas que llevó a la muerte de un aficionado. En  1998 el programa pasa a Rai 2 y se volverá uno de los programas más célebres de la tele. Fazio seguirá presentando el programa hasta la temporada 2000/2001 cuando dejará la Rai para el nuevo canal de televisión LA7 y será remplazado por Simona Ventura. 
En 1996 escribe la película Pole pole, que el director Máximos Martillos roda en África para sostener la ONG AMREF (African Medical and Research Foundation). La película, en la cual Fazio interpreta sí mismo, es presentada fuera de competición a la "Muestra internacional de arte cinematográfica de Venecia". Siempre en 1996 presenta en Rai 1 el domingo a las 20.40 el pequeño programa Per Atlanta siempre dritto, singular concurso para 'llevadores de antorcha' ( 'portadores de fiaccola') lanzado por la Coca Cola en ocasión de los juegos olímpicos de Atlanta. Es un breve programa de televisión con la duración de 7-8 menudos, transmitido con otro programa semanal La Zingara. En cada episodio Fazio pone en competición, a través de unas artimañas, las personas que aspiran a llevar la antorcha olímpica. A los ganadores se concede de transportarla para un kilómetro.
En 1997, siempre con Martelli como director, sale para la Rai una serie televisiva en dos partes con el título Un giorno fortunato, donde interpreta el doctor Francesco Fàsoli psicólogo de la ASL (unidad sanitaria local) que sufre de neurosis diarias; a la película participan Claudio Bisio en el rol de un paciente y Enzo Jannacci en el rol de un médico psiquiatra. Los exteriores de la película se han rodado a Imperia, provincia de la región "Liguria", su región natal, y las escenas al interior a Roma. Además en  1997 con Claudio Baglioni presenta en primavera Anima mía (y luego en otoño de 1999 El Último Valzer), revival sobre los años setenta que despierta simpatías y críticas, y se convertirá en uno de los programas más vistos de la historia de Rai 2 hasta la llegada, siete años más tarde, del programa La isla de los famosos, Italia: recibirá numerosos reconocimientos entre los cuales el Telegatto (gran premio internacional del espectáculo) como programa del año por Michael Jackson.

#### Presentador del Festival de Sanremo (1999-2000)
El éxito de Anima mía constituirá para Fazio una consagración, al punto que será elegido para presentar el Festival de San Remo por dos años consecutivos, en 1999 y en 2000.  En estos dos años la manifestación alcanza récord de audiencia que todavía hoy es difícil replicar. Las ediciones presentadas por Fazio han sido caracterizadas por la presencia de personalidades inusuales para el festival, como por ejemplo el Premio Nobel para la medicina Renato Dulbecco y el tenor Luciano Pavarotti, comprometidos también en la presentación del festival, y Michail Gorbačëv como invitado.
En la edición de 1999 es acompañado por la modelo Laetitia Casta, que obtendrá mucha notoriedad con San Remo, y el premio Nobel Renato Dulbecco. También como director artístico aporta numerosas novedades, como el Premio città di Sanremo, que permite al Festival, en el episodio final, de tocar 65% de share y está considerada por la crítica como una de las mejores ediciones de siempre de San Remo. La edición siguiente resulta hasta la actualidad la más vista por el nuevo milenio: las reglas fueron un poco modificadas, se reorganizó la lista de reproducción y se mejoró el cast. Al lado de Fazio en esta edición hubo el cómico Teo Teocoli, que fue su colega a Quelli de calcio, Luciano Pavarotti e Inés Sastre.

### Años 2000
En el marzo 2000 ha presentado el concierto Faber, amico fragile, en homenaje a Fabrizio De André, del cual es un grande admirador, que ocurrió al Teatro Carlos Feliz de Génova. En el 2001 decide dejar la Rai, porque los dirigentes Rai «no han aceptado de asegurarme tres años de mi talk show».
Conduce la noche final de la campaña electoral de Máximo De Alema en Gallipoli. Viene luego contratado por la naciente red televisiva LA7, donde presenta en cambio sólo la transmisión inaugural. Con la llegada del nuevo propietario Marco Tronchetti Provera, el programa de Fazio en el nuevo canal (un talk-show de segunda noche titulado Fab Show) viene, de hecho, cancelado a tres días de la misa en el aire del primer episodio, con motivaciones que nunca fueron aclaradas y en cambio 28 millones de liras entre penales y compensación.
De 2001 a 2008 Fazio es activo en el mundo inmobiliario parisino con la Apparvest srl. Vuelve a Rai 3, donde, a partir de 2003 presenta Que tiempo que hace (che tempo che fa) un talk-show que, partiendo de inspiraciones meteorológicas, es en realidad un programa de profundización, con entrevistas a invitados en estudio e intervenciones cómicas y satíricas. Esta transmisión le valdrá el Premio "ES periodismo" ("É giornalismo) 2007.
Con el paso de los años se ha vuelto un gran éxito de público y crítica, sobre todo después de la llegada en 2005 de la cómica Luciana Littizzetto como invitada fija cada fina apuntada. Adicionalmente al convertirse en uno de los talk-shows más celebras y seguidos de siempre, en el curso de los años han sido entrevistados más de 2500 invitados y algunos entre los más importantes personajes de la escena internacional entre los cuales: Adriano Celentano (en el episodio del 2 diciembre 2006, en absoluto la más vista del programa), George Clooney, Daniel Pennac, Roberto Benigni, Donatella Versace, Jodie Foster, Francis Ford Coppola, Madonna, Andrea Bocelli, Bono Vox, Anastacia, Robert De Niro, Roberto Saviano, Dario Fo, Bill Gates, Mickey Rourke, Adele, Nicolas Cage, Jamiroquai, Claudio Baglioni, Russell Crowe, Terence Hill, Silvan, Carlos Cuentas, Lewis Hamilton, Alessandro Del Piero, Ryan Gosling, Naomi Campbell, Matt Damon, Ronaldo, Jovanotti, Tony Blair, Michail Gorbačëv, Bernardo Bertolucci, Chris Martin, Sophia Loren, Bud Spencer, Robert Plant y Rosario Fiorello.
Célebre el comentario de Bono Vox que, al término de la entrevista, propone enfadado el apodo a Fazio "Mister Valium".
En 2007 gana el Premio Regia televisiva como un de los diez mejores programas del año, y poco después el premio como mejor programa del año para el jurado. El 26 noviembre 2007 es huésped a Rai Uno en la transmisión de Adriano Celentano La situazione di mia sorella non è buona.
En 2009 su sueldo anual en Rai era de aproximadamente 2 185 000 euro. El 12 septiembre 2009, en ocasión del funeral de Mike Bongiorno en el Duomo de Milán, pronuncia un breve discurso fúnebre en memoria del popular presentador, junto con personajes como Fiorello, Silvio Berlusconi y Pippo Baudo.

### Años 2010
En noviembre 2010 presenta, juntos con el escritor Roberto Saviano, el programa Vieni via con me en Rai 3. El programa, que tiene una fórmula completamente innovadora con la lectura de elencos, inspirado por un espectáculo teatral, obtiene un éxito clamoroso en el primer episodio (7 millones de espectadores y más de 30% de share, resultará el programa más visto de la historia de Rai 3) suscitando también numerosas polémicas, una de las cuales para presuntas violaciones de la "par condicio".
En el segundo episodio, en cambio, el monólogo de Saviano sobre Piergiorgio Welby ha provocado las duras reacciones de un grupo provida: Fazio, huésped con Duccio Fuerzan del programa TV Talk, replicará a las acusaciones, diciendo que la de Saviano no era una opinión personal, sino una historia objetiva, rechazando en cambio de dar la posibilidad de replica a las asociaciones provida. El programa además seguirá batiendo todos los récords de audiencia: en el segundo episodio obtiene más de 9 millones de espectadores y 32% de share, el tercero es el episodio más visto con 9,7 millones de espectadores (31,64 % de share), mientras el cuarto y último episodio obtiene 8,7 millones de espectadores y casi 30% de share.
En mayo 2012 presenta, de nuevo junto a Saviano, el programa Quello che (non) ho en el canal LA7. El programa sigue la impostación de Vieni via con me, pero tiene como protagonista las "palabras" en lugar de los elencos. En el primer episodio se registró el récord de share de LA7 con 12.65% y 3.036.000 de telespectadores, y resultó ser el tercer programa más visto de la noche, el récord fue superado dos días después del tercer y último episodio del programa, con 13,06% de share

#### Presentador y director artístico del Festival de Sanremo (2013-2014)
En 2013 se presenta por tercera vez y cura la dirección artística del Festival de San Remo, acompañado por Luciana Littizzetto. Se habla de una vuelta al escenario del Ariston y en Rai 1 después de 13 años; la edición de aquel año obtiene un enorme éxito, con un promedio de casi 12 millones de espectadores, superando las ediciones precedentes y en valores absolutos también la edición del 2005 presentada por Paolo Bonolis; pero también suscitará algunas polémicas, especialmente después de una contestación al cómico Maurizio Crozza, invitado en el primer episodio, por algunas personas de la platea. no obstante todo, el éxito  es gigante y la pareja Fazio-Littizzetto se consagra como la verdadera ganadora de San Remo, tanto que gana el Premio Regia televisiva respectivamente como personaje masculino y femenino del año.
El año siguiente, en 2014, presenta otra vez el festival siempre junto a Luciana Littizzetto; esta edición no logra renovar el éxito del público y de la crítica del año pasado, también a causa de las numerosas polémicas ocurridas antes del comienzo del festival, sobre los cachet de los conductores para el evento y varias interferencias políticas durante las diversas noches, registrando 39% de promedio en las 5 noches (y la final resultó ser la meno vista de siempre entre las finales del Festival) y perdiendo 3 millones con respecto a la edición 2013.

### Otros proyectos
Desde septiembre 2013 presenta de nuevo Que tiempo que hace, que en aquella edición se vee también el sábado con el título Que fuera de tiempo que hace (Che fuori di tempo che fa) donde Fazio, el presentador, es acompañado por el vice director del periódico La Stampa Máximo Gramellini. Además, con 27 reconocimientos de televisión, es uno de los presentadores RAI más premiados de siempre.
El 25 abril 2015 presenta en primera noche en Rai 1 la noche d evento <i>W el 25 abril</i>, dedicada al aniversario de la liberación, que cuenta con 4.008.000 espectadores, ósea 17,26% de share. En el verano 2015 se anuncia que Fabio Fazio conduce el remake de Rischiatutto, histórico programa de los años setenta presentado por Mike Bongiorno, regularmente transmitido desde el 27 octubre 2016. Desde el 15 febrero 2016 van en televisión en Rai 3 del lunes al viernes, a partir de las 20:30 para diez menudos, las audiciones hechas a los competidores seleccionados, en una parte del programa especial denominada Quasi quasi... Rischiatutto - Prova pulsante. . El 10 septiembre 2017, participa al programa Quelli del calcio para celebrar los 25 años del programa, presentando una parte del programa. Desde el 24 septiembre 2017, presenta una nueva edición de Que tiempo que Hace sobre Rai 1. Con esta temporada empieza la actividad de coproductor televisivo de sus programas, por medio de la nueva sociedad "L'Officina", fundada por él y gestionada junto con el grupo Magnolia.
Después de casi dos años se concluye la experiencia televisiva en Rai 1 y desde el 29 septiembre 2019, después de 18 años, vuelve en Rai 2 donde presenta una nueva edición en primera noche de Que tiempo que Hace, en la cual está previsto un prólogo (de las 19.40 a las 20.30) con el título Que Tiempo que hará (Che tempo che farà).

## Vida privada
Casado con Gioia Selis desde 1994, del matrimonio nacieron los hijos Michele (en 2004) y Caterina (en 2009).

## Televisión
- Pronto, Raffaella? (Rai 1, 1983)
- Loretta Goggi en quiz (Rai 1, 1983-1985)
- Sponsor City (Red 4, 1984)
- Musica a colori (Rai 3, 1984)
- L'Orecchiocchio (Rai 3, 1985-1986)
- 7 Attrici, 7 Campioni (Rai 1, 1986)
- Jeans (Rai 3, 1986#-1988)
- Jean 2, Champagne - Buon Anno con Rai3! (Rai 3, 1987#-1988)
- Discoestate (Rai 1, 1986 Rai 3, 1987)[22]
- Improvvisando (Rai 2, 1987, 1988)
- Forza Italia (Odeon TV, 1987-1990)
- Canzoni per l'Unicef (Rai 1, 1987)
- Fate il vostro gioco (Rai 2, 1988-1989)
- Vía Teulada 66 (Rai 1, 1988-1989)
- Mai dire mai (Rai 3, 1989)
- Banane (TMC, 1990-1991)
- Banana Split (TMC, 1991)
- Mi manda Lubrano (Rai 3, 1990-1991)
- Fantastico Bis (Rai 1, 1991)
- Saint Vincent 1991 (Rai 3, 1991)
- BravoGrazie (Italia 7, 1991)
- Diritto di replica (Rai 3, 1991-1994)
- Porca miseria (Rai 3, 1992-1993)
- T'amo TV (TMC, 1992-1993)
- Quelli che il calcio (Rai 3, 1993-1998; Rai 2, 1998-2001)
- DopoFestival (Rai 1, 1995, 1999-2000)
- Per Atlanta sempre dritto (Rai 1, 1996)
- Anima mia (Rai 2, 1997)
- Sanremo Giovani (Rai 1, 1997)
- Tutti in una notte (Rai 1, 1998)
- L'ultimo valzer (Rai 2, 1999)
- Festival de Sanremo (Rai 1, 1999-2000, 2013-2014)
- Faber - Amico fragile... (Rai 1, 2000)
- Prima serata (LA7, 2001)
- Che tempo che fa (Rai 3], 2003-2017; Rai 1, 2017-2019 y 2020-; Rai 2, del 2019)
- Vieni via con me (Rai 3, 2010)
- Andrea Bocelli - One night en Central Park (Rai 2, 2011)
- Quello che (non) ho (LA7, 2012)
- Che fuori tempo che fa (Rai 3, 2015-2017; Rai 1, 2017-2019)
- Viva il 25 aprile! (Rai 1, 2015)
- Techetechetè (Rai 1, 2015) apuntada 25
- Ligabue - Giro del mondo da Tokyo a Campovolo (Rai 1, 2015)
- Quasi quasi...Rischiatutto- Prova pulsante (Rai 3, 2016)
- Rischiatutto (Rai 1, Rai 3, 2016)
- FalconeeBorsellino (Rai 1, 2017)
- Che tempo che farà (Rai 2, del 2019)

## Radio
- Black out (Rai Radio 1, 1983-1994; Rai Radio 2, 1994-2008)
- Altra voce (Rai Radio 2, 1990)
- Io e la Radio (Rai Radio 1, 1992)
- Ho i miei buoni motivi (Rai Radios 2, 1994)

## Anuncios publicitarios
- Dash (1993-1996)
- Gioco del Lotto
- Tim (2016)

## Filmografía

### Actor
- Pole pole (regia de Máximos Martillos, 1996)
- Un giorno fortunato (regia de Máximos Martillos, 1997) - Miniserie TV

### Doblaje
- Juan Pablo II y Giulio Andreotti en Il commissario Lo gatto  (El comisario El Gato)
- Juan Pablo II en Roba da ricchi (Cosas de ricos)
- Herb Sterminator en Minions

## Videoclip
- Vídeo oficial de Senza pensieri (2019)

## Obras
- LOS grandes porque de la vida, Mondadori, 1992. ISBN 88#-04#-36216#-2.
- Besos. Cien modos para decir te amo, Bocadillos, 1993. ISBN 88#-7686#-268#-4.
- Una vez aquí era todo campaña, Zelig, 1994. ISBN 88#-85987#-83#-4; Milán, Baldini Castoldi Dalai, 2006. ISBN 88#-6073#-023#-6.
- El día más bonito de la vida. Conduce al matrimonio. Contiene la conduce a la travesía de boda en Polinesia, Comix, 1995. ISBN 88#-7686#-577#-2.
- Anima gira. Gita en nuestros años Setenta, con los amigos de Gino, Mondadori#-RAI#-ERAS, 1997. ISBN 88#-04#-43204#-7.
- Alma mini gira. En giro para nuestros años '70, Mondadori, 1997. ISBN 88#-04#-43553#-4.
- El día de las zucche, Einaudi, 2003. ISBN 88#-06#-16437#-6.
- Que litti que fazio. LOS dúos más graciosos de Que tiempo que hace, con Luciana Littizzetto, con 2 DVD, Mondadori#-Rai Trade, 2007. ISBN 978#-88#-04#-57593#-1.
- Que litti que fazio 2. LOS nuevos strepitosi dúos de que tiempo que hace, con Luciana Littizzetto, con 2 DVD, Mondadori#-Rai Trade, 2010. ISBN 978#-88#-04#-60004#-6.

## Premios
- Telegatto
  - 1994 - Mejor transmisión deportiva (Nomination)
  - 1997 - Mejor transmisión deportiva
  - 1997: Anima mía  como Transmisión del año
  - 1998: Quelli del calcio como Mejor transmisión deportiva
  - 1999: Quelli del calcio como Mejor transmisión deportiva
  - 2000: Quelli del calcio como Mejor transmisión deportiva
- Premio Regia Televisiva
  - 1994: Quelli del calcio como Transmisión del año
  - 1994: Personaje varonil del año
  - 1997: Personaje Varonil del año
  - 1997: Anima mía como Transmisión del año
  - 1998: Personaje Varonil del año
  - 2000: Festival de Sanremo como programa récord de escuche
  - 2007: Que tiempo que hace como Mejor Programa para el jurado
  - 2013: Personaje varonil del año

### Otros premios
- 2011: Premiolino para Vieni via con me
- 2013: Premio Fernanda Pivano